# 恰坎
恰坎（Chakan），是印度马哈拉施特拉邦浦那县的一个城镇。总人口21674（2001年）。

## 人口
该地2001年总人口21674人，其中男性11735人，女性9939人；0—6岁人口3166人，其中男1691人，女1475人；识字率72.30%，其中男性为78.21%，女性为65.33%。